# Шане сир Латан
Шане сир Латан (фр. Channay-sur-Lathan) је насељено место у Француској у региону Центар, у департману Ендр и Лоара.
По подацима из 2011. године у општини је живело 834 становника, а густина насељености је износила 29,05 становника/km².

## Демографија
| 1962. | 1968. | 1975. | 1982. | 1990. | 2011. |
| ----- | ----- | ----- | ----- | ----- | ----- |
| 773   | 792   | 666   | 569   | 578   | 834   |